# دیانا (ویرجینیای غربی)
دیانا (به انگلیسی: Diana) یک منطقهٔ مسکونی در ایالات متحده آمریکا است که در ویرجینیای غربی واقع شده‌است.